# DGCR8
DGCR8全稱為迪喬治症候群關鍵區域8（DiGeorge syndrome critical region 8）是哺乳類的一個蛋白質，在人類基因組中由22號染色體上的DGCR8基因編碼。模式生物黑腹果蠅與秀麗隱桿線蟲與此同源的基因名為Pasha，意為「Drosha蛋白的夥伴」（partner of Drosha）。

## 功能
DGCR8位於細胞核中，參與miRNA前驅物（pri-miRNA）的切割，此蛋白可與Drosha（一種核糖核酸酶Ⅲ）結合，組成微加工複合體，將由DNA轉錄產生的pri-miRNA切割成長約70nt的pre-miRNA，後者可再由Dicer切割產生成熟的miRNA。DGCR8有一可與RNA結合的結構域，可與pri-miRNA結合以穩定其結構，以利Drosha進行切割。Drosha一般需在與DGCR8結合的情況下才能進行切割。
此外DGCR8也參與部分DNA修補的途徑，DGCR8的一個位點被磷酸化後可參與转录偶联修复（transcription coupled nucleotide excision repair，簡稱TC-NER，用於移除嘧啶二聚體等紫外線造成的DNA損傷）以及核苷酸切除修復（NER，移除過氧化氫等化學物質造成的DNA氧化損傷）等，且此機制與DGCR8和Drosha結合以及和RNA結合的能力均無關。